# Sideridis irkutica
Sideridis irkutica är en fjärilsart som beskrevs av Sukhareva 1979. Sideridis irkutica ingår i släktet Sideridis och familjen nattflyn. Inga underarter finns listade i Catalogue of Life.